# Атонална музика
Атоналната музика е опит за промяна на музикалната теория и практика, свързана с кризата откъм изразни средства на класическата музика, възникнала в средата на 20 век.
В стремежа си да се освободи от ограниченията на музикалната тоналност, привържениците на атоналността въвеждат т. нар. додекафония, респективно додекафоничния строй, който се състои в това, че всеки един тон от хроматичната гама e равнозначен на останалите (Не можеш да използваш един тон отново, преди да са минали всички други) и по този начин отпадат правилата, наложени от музикалната теория.
Най-активно атонализмът се превъплътява в произведенията на Нововиенската школа (Арнолд Шьонберг, Албан Берг, Антон Веберн, като същевременно мнозина композитори от 20 век използват атонализма като художествен елемент при композициите си - Франсис Пуленк, Оливие Месиен, Игор Стравински, Иван Спасов и др.